# Cox Convention Center
El Cox Convention Center, conocido anteriormente como Myriad Convention Center, es un pabellón multiusos situado en Oklahoma City, Oklahoma. Fue inaugurado en 1972. Tiene en la actualidad una capacidad para 13 846 espectadores para el baloncesto y 13 399 para el hockey sobre hielo. Es en la actualidad la cancha donde disputa sus partidos como local los Oklahoma City Blue de la NBA Development League.

## Historia
Comenzado a construir en 1969 e inaugurado en 1972, debe su nombre al patrocinio de la empresa local de comunicaciones Cox Communications. Con anterioridad, su denominación fue la de Myriad Convention Center. Fue la pieza central de la primera gran renovación urbana de Oklahoma City, la denominada Pei Plan. Además del centro de convenciones, el proyecto incluyó la eliminación de tramos deteriorados de la zona centro sur. El proyecto también comenzó el proceso para el diseño y construcción de los Jardines Botánicos Myriad, situados al oeste del centro de convenciones. El coste de su construcción ascendió a 23 millones de dólares.
Tras su inauguración, reemplazó al Oklahoma State Fair Arena como principal pabellón deportivo y de conciertos de la ciudad, puesto que ocupó hasta a inauguración del Ford Center (hoy el Chesapeake Energy Arena) en 2002.

## Eventos
Ha sido la sede de las finales nacionales de rodeo entre 1979 y 1984. Fue además la sede del evento de artes marciales mixtas de 2009, el UFC Fight Night: Diaz vs. Guillard.
A lo largo de su historia ha albergado innumerables conciertos de los grupos más importantes de la música actual. El artista que más veces ha actuado en el recinto han sido Van Halen, hasta en nueve ocasiones, seguido de Aerosmith con ocho, y George Strait y Rush con seis.